# Split Island, Nunavut
Split Island är en ö i Kanada.   Den ligger i territoriet Nunavut, i den östra delen av landet, 1 300 km norr om huvudstaden Ottawa.
Trakten runt Split Island består i huvudsak av gräsmarker.